# Za Kościołem (Liszki)
Za Kościołem – część wsi Liszki w Polsce, położona w województwie małopolskim, w powiecie krakowskim, w gminie Liszki.
W latach 1975–1998  Za Kościołem administracyjnie należało do województwa krakowskiego.